# Saint-Michel-d'Halescourt
Saint-Michel-d’Halescourt là một xã thuộc tỉnh Seine-Maritime trong vùng Normandie miền bắc nước Pháp.

## Dân số
| 1962                                            | 1968 | 1975 | 1982 | 1990 | 1999 | 2006 |
| ----------------------------------------------- | ---- | ---- | ---- | ---- | ---- | ---- |
| 155                                             | 159  | 118  | 84   | 95   | 109  | 113  |
| Starting in 1962: Population without duplicates |      |      |      |      |      |      |